# Hayato Mine
Hayato Mine (japanisch 峯 勇斗 Mine Hayato; * 31. August 1992 in Funabashi) ist ein japanischer Fußballspieler.

## Karriere
Mine erlernte das Fußballspielen in der Jugendmannschaft von Kashiwa Reysol und der Universitätsmannschaft der Tokai-Universität. Seinen ersten Vertrag unterschrieb er 2014 bei Blaublitz Akita. Der Verein spielte in der dritthöchsten Liga des Landes, der J3 League. Für den Verein absolvierte er 53 Ligaspiele. 2016 wechselte er zum Ligakonkurrenten Fujieda MYFC, für den er 18 Mal auf dem Platz stand. 2017 wechselte er zu Vonds Ichihara.